# Julia Galemire
Julia Galemire (Montevideo,  1 de enero de 1923) es una escritora y poeta uruguaya.

## Trayectoria
Se recibió de la carrera de Licenciada en Enfermería. Es escritora y poeta. Se desempeñó también como gestora cultural.
Es presidenta del Grupo Cultural La Tertulia. Fundado  en 1994.
Dirigió y coordinó el programa "La Tertulia" por CX 38 SODRE de Montevideo, por donde pasaron numerosas personalidades de la cultura nacional e internacional.Asimismo, es coordinadora del Proyecto Cultural Sur (PCSur) Uruguay. Es directiva de la Casa de Escritores de Uruguay y del Instituto del Libro Argentino y Americano. Ganó premios y becas de viaje a Estados Unidos. Concurrió al Congreso PCSur en La Habana en el año 2012. Varios de sus poemas fueron musicalizados por Antonio Cerviño, Ethel Afamado y Carla Fullana.
Ha publicado en total 9 libros. Dos de ellos obtuvieron premios en la categoría “Poesía édita” del Ministerio de Educación y Cultura de Uruguay (MEC): Fabular de la Niebla y La mujer y el Ángel.
En 1994 fundó el grupo cultural "La Tertulia", el cual fue declarado de interés cultural por el MEC y la Intendencia de Montevideo. En el año 2010 gana los Fondos Concursables del MEC. Durante 6 años dirige un programa cultural en la radio CX 38 Sodre. Ganó el Premio Morosoli por su trayectoria en el año 2015.

## Obras
- Impresionismo y algo más, mi visión (Yaugurú. 2017)
- Fabulares (Ático Ediciones. 2009)
- Diario poético (La Gotera. 2005)
- La mujer y el ángel : crónica de un poema (La Gotera. 2001)
- Fabular de la niebla (Bianchi Editores. 1997)
- Al sur del aire (Graffiti. 1994)
- La escritura o el sueño (Signos. 1991)
- Fabular de la piedra (Proyección. 1989)